# Aryan Kampf 88
Aryan Kampf 88 е нсбм блек метъл група, основана през 2003 година в град Брюж, провинция Западна Фландрия, Белгия.
Идеологията на групата е изцяло ориентирана към националсоциализма.

## Дискография
- Sieg Heil [Demo] (2004)
- Belgik Fierté [Demo] (2004)
- Aux Kamarades Emprisonnés [Demo] (2004)
- Mein Kampf (2009)
- N.S.B.M. – Anthologie d'un Kombat Belge (2009)[3]